# St. Johann Nepomuk (Affing)

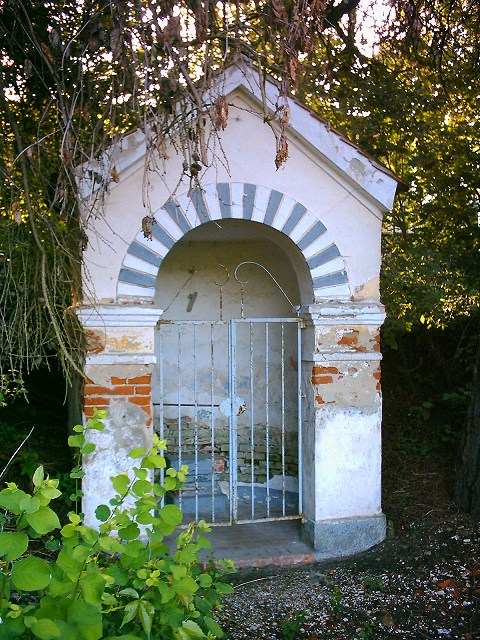
St. Johann Nepomuk in Affing ohne Nepomukfigur

Die katholische Kapelle St. Johann Nepomuk in Affing, einer Gemeinde im schwäbischen Landkreis Aichach-Friedberg in Bayern, wurde 1831 errichtet. Die Kapelle nördlich der Neuburger Straße 39 ist ein geschütztes Baudenkmal.

## Beschreibung
Der Vorgängerbau, der sich an gleicher Stelle befand, wurde 1809/10 abgebrochen. Der Neubau wurde durch den einheimischen Maurermeister Xaver Bichler als barockisierender Bau mit pilasterflankierendem, rundbogigem Eingang durchgeführt. Im halbrunden Schluss steht die Figur des heiligen Johannes Nepomuk aus der Zeit um 1730/40, die 2009 restauriert wurde.